# Carnival of Rust
Carnival of Rust è il secondo album in studio del gruppo musicale finlandese Poets of the Fall, pubblicato il 12 aprile 2006 dalla Insomniac.

## Descrizione
Il disco ha debuttato al primo posto della classifica finlandese. È stato disco di platino. È stato selezionato come uno dei migliori album 2006 dal più grande quotidiano finlandese, Helsingin Sanomat, ed è stato nominato per "miglior Album finlandese "agli NRJ Radio Awards, così come" miglior Album rock "agli Emma Awards nel 2007

## Tracce
1. Fire – 3:59
2. Sorry Go 'Round – 3:35
3. Carnival of Rust – 4:20
4. Locking Up the Sun – 3:58
5. Gravity – 3:55
6. King of Fools – 4:07
7. Roses – 3:51
8. Desire – 4:10
9. All the Way / 4U – 4:08
10. Delicious – 3:54
11. Maybe Tomorrow Is a Better Day – 4:44
12. Dawn – 3:28